# محراب مسجد

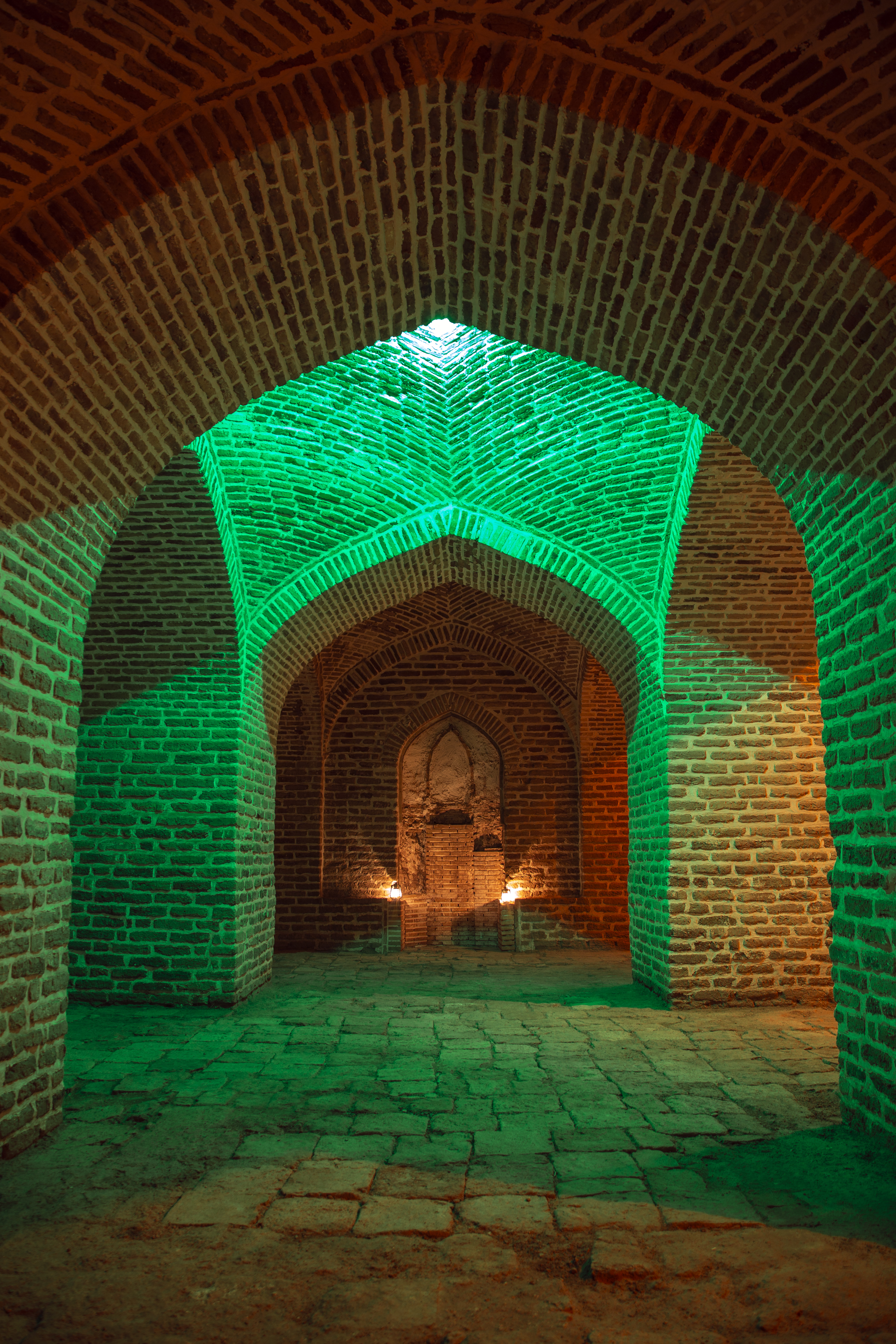
محراب مسجد کاروانسرای دیر گچین

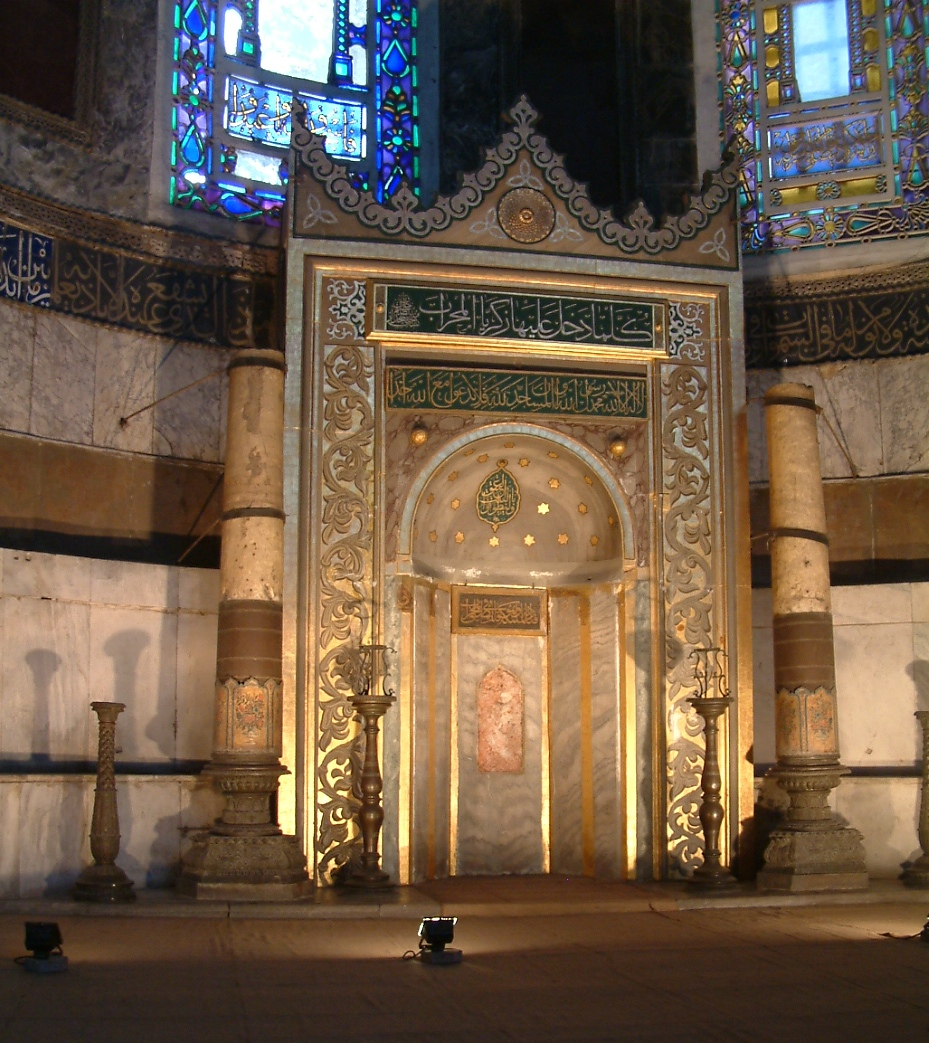
محراب مسجد ایاصوفیه‌ی استانبول

مِحراب یا نمازگاه پیشوا، طاق‌نمایی است که جهت قبله را در مسجد نشان می‌دهد که پیشوای دینی یا پیش‌نماز در اثنای نماز گزاردن در آن می‌ایستد. در مسجدها محراب در وسط قبله مسجد قرار دارد. به‌طوری‌که با ایستادن امام یا پیش نماز رویش به سمت قبله باشد و نماز بگزارد. طرز قرار گرفتن محراب، جهت قبله را در داخل مسجد مشخص می‌کند. در واقع مذبح کلیسای مسیحی شکل کوچک شده محراب است. وجود محراب در همه مساجد لازم نیست. در مسجدی که به‌طور صحیح جهت یافته دیوار قبله به عنوان شاخصی هدایتگر، محراب را غیرضروری می‌کند

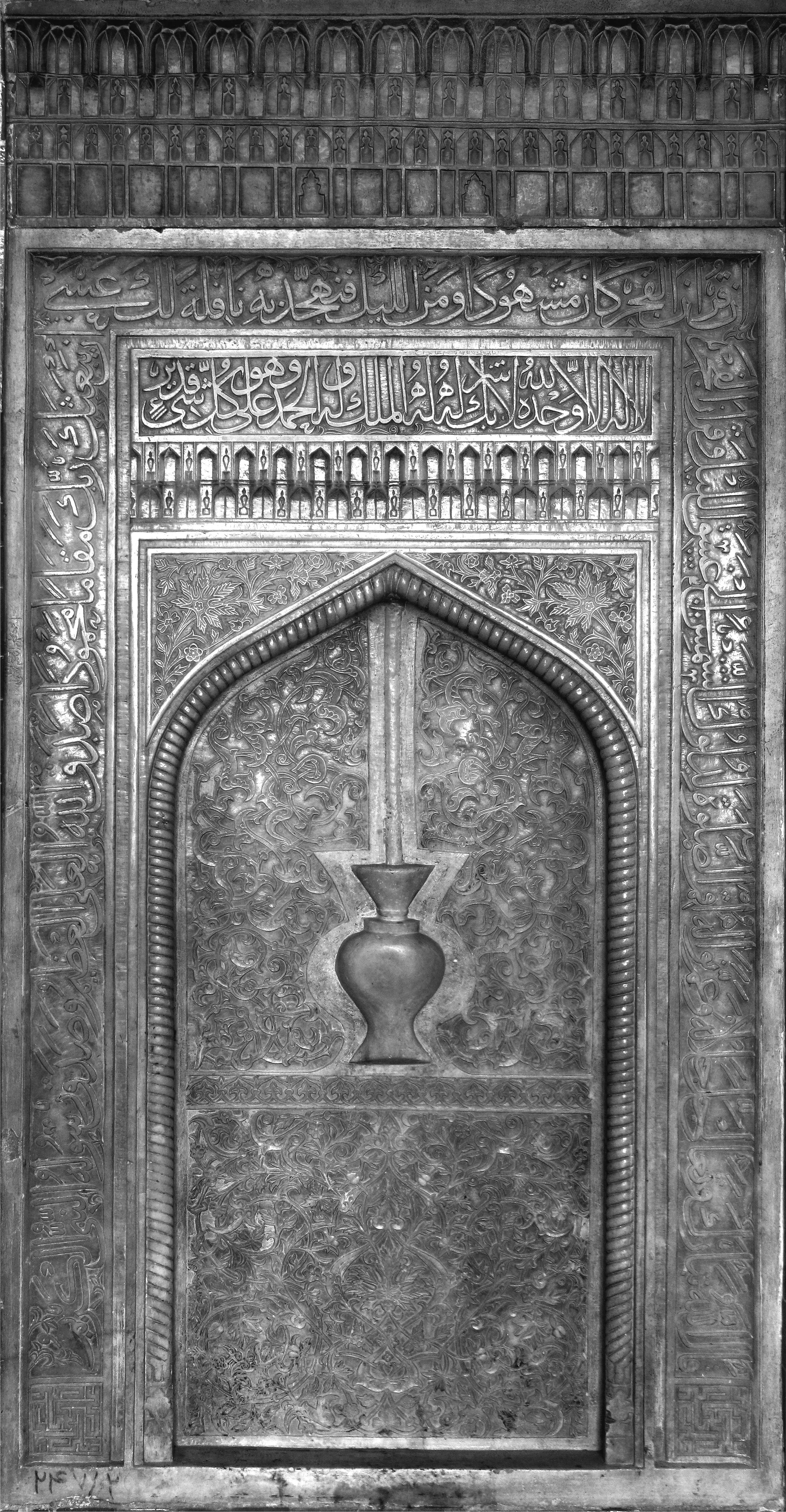
محراب مسجد امیرچقماق یزد

## گودی محراب
دلیل اینکه در بعضی از مساجد محراب کمی گودتر از کف بقیه جای‌های دیگر مسجد است این است که امام جماعت باید پایین‌تر از مردم نماز بخواند. در واقع محراب باید یا گودتر باشد یا حداقل مساوی دیگر قسمت‌های زمین نماز گذاران باشد. گودی محراب مانند سنگر جنگ در راه خدا بوده و امام جماعت نیز به عنوان جنگجویی در راه خدا در جنگ حق علیه باطل است؛ و امام جماعت وظیفهٔ سنگینی در برابر اسلام دارد که باید به نحو احسن از ارزش‌های اسلام دفاع کند. گودی محراب به امام جماعت با قرار گرفتن در محراب کمک می‌کند که این وظیفه‌ای که بر دوشش است را از یاد نبرد. همچنین است که برخی بر این عقیده‌اند که امام جماعت به دلیل اینکه نمادی از اسلام است در هنگام نماز در محراب مسجد باید پایین‌تر باشد تا عظمت خدا را از یاد نبرد، مغرور نشود و احساس برتری نسبت به مردم را نداشته باشد.

## ریشهٔ واژه
ریشهٔ واژهٔ محراب، از پرستشگاه‌های آیین مهرپرستی که در ایران و بین‌النهرین رواج داشته‌است الگو برداشته شده که به آن مهرابه می‌گفته‌اند. سپس این واژه پس از یورش اعراب به ایران به محرابه تبدیل گشت. گرچه مسلمانان بر این باورند که ریشهٔ محراب از فعل حرب (به معنی «جنگیدن»، از ریشهٔ ح ر ب) است و بنابراین محراب هم به معنی «میدان جنگ» است و اشاره به «محل جنگیدن با شیطان» دارد و این را به حدیثی نبوی هم ارتباط می‌دهند. برخی دیگر این توضیح را برای ارتباط این واژه و فعل کافی نمی‌دانند و محراب را وام‌واژه می‌دانند و به دنبال ریشهٔ آن در زبان‌های دیگر هستند؛ مثلاً واژهٔ اتیوپیایی mekwerab، یا واژهٔ عبری ḥorḇôt (به معنی «خرابه»، «قصر»، و معانی دیگر). البته این تئوری نامحتمل دانسته می‌شود. گفته می‌شود این واژه پیش از اسلام برای اشاره به نوعی بنا به کار می‌رفته‌است.

## نقشه محراب
نقشه‌های محرابی ریشه در آیین مهر دارد، معنی و ریشه درست قانع‌کننده‌ای در زبان عربی ندارد. می‌گویند یعنی محل جنگ (حرب) اما محراب جای جنگ نیست. ریشه این واژه را دکتر محمد مقدم استاد دانشگاه ادبیات روشن کرد. آب، آو و آوه به معنی ساختمان، خانه و امثال آن است. سردابه یعنی خانه سرد. گرمابه یعنی خانه گرم، محراب یعنی خانه مهر. نخستین محراب‌ها هم متعلق به آیین مهر است. محراب‌ها به شکل گنبد ساخته می‌شدند و در دو طرف آن نمادهای طلوع و غروب وجود داشت.
نقشه محرابی در ایران به شکل‌های مختلف بافته شد. اطراف و درون آن را به صدها طریق آراسته‌اند، اما حاشیه‌های آن، اگر هراتی یا دوستکامی باشد، با محراب و آیین مهر ارتباط دارد.
در تعداد زیادی از محرابی‌ها از خط (دعاها، نام‌های خدا و سوره‌های قرآن) استفاده می‌شود. حتی نمونه‌های دوره صفوی در این مورد جذاب نیست. نه خط زیباست نه طرح متناسب، به‌طوری‌که اگر بناست بافت آن‌ها تجدید یا شبیه آن نقشه‌ها طراحی شود، تجدید نظر اساسی لازم دارد.